# Cantone di Saint-Céré
Il Cantone di Saint-Céré è una divisione amministrativa dell'arrondissement di Figeac.
A seguito della riforma approvata con decreto del 13 febbraio 2014, che ha avuto attuazione dopo le elezioni dipartimentali del 2015, è passato da 14 a 18 comuni.

## Composizione
I 14 comuni facenti parte prima della riforma del 2014 erano:
- Autoire
- Bannes
- Frayssinhes
- Latouille-Lentillac
- Loubressac
- Mayrinhac-Lentour
- Saignes
- Saint-Céré
- Saint-Jean-Lagineste
- Saint-Jean-Lespinasse
- Saint-Laurent-les-Tours
- Saint-Médard-de-Presque
- Saint-Paul-de-Vern
- Saint-Vincent-du-Pendit

Dal 2015 i comuni appartenenti al cantone sono i seguenti 18:
- Autoire
- Aynac
- Bannes
- Frayssinhes
- Ladirat
- Latouille-Lentillac
- Leyme
- Loubressac
- Mayrinhac-Lentour
- Molières
- Saignes
- Saint-Céré
- Saint-Jean-Lagineste
- Saint-Jean-Lespinasse
- Saint-Laurent-les-Tours
- Saint-Médard-de-Presque
- Saint-Paul-de-Vern
- Saint-Vincent-du-Pendit